# Хор, Глеб Яковлевич
Глеб Яковлевич Хор (род. 8 апреля 1963, Белицкое, Добропольский городской совет, Донецкая область, Украинская ССР) — российский политический деятель, депутат Государственной думы IV, V, VI и VII созывов. Член фракции «Единой России». Первый заместитель председателя комитета Госдумы по бюджету и налогам, член комиссии ГД по рассмотрению расходов федерального бюджета, направленных на обеспечение национальной обороны, национальной безопасности и правоохранительной деятельности.
Депутат-координатор по работе с новыми российскими субъектами, представляет Госдуму в оккупированной Херсонской области.
Находится под персональными международными санкциями ЕС, Великобритании, США, Швейцарии, Австралии, Японии, Украины, Новой Зеландии.

## Биография
В 1985 году получил высшее образование по специальности «горный инженер», окончив Московский государственный горный институт. В 1998 году прошёл переподготовку по специальности «финансы и кредит» в Финансовой академии при Правительстве РФ. С 1982 по 1993 год работал на крупнейших шахтах в угледобывающей промышленности. С 1993 по 2003 год работал директором по страхованию в инвестиционном обществе «Интрастком» страховой компании «Фараон», в должности директора по страхованию, затем работал в страховом акционерном обществе «Геополис» в должности заместителя генерального директора.
В 2003 году баллотировался по спискам партии «Единство» и «Отечество» — «Единая Россия», по результатам распределения мандатов стал депутатом Государственной думы РФ IV созыва.
В 2007 году вновь баллотировался в Госдуму по спискам партии «Единая Россия», по тогам выборов избран депутатом Государственной думы V созыва.
С 2009 года входил в правление Федерального фонда обязательного медицинского страхования.
В 2010 году вошёл в список депутатов-лоббистов русского издания журнала Forbes.
В 2011 году выдвигался в Госдуму по спискам «Единой России», был избран депутатом Государственной думы VI созыва.
В 2016 году баллотировался в Госдуму по спискам партии «Единая Россия», по результатам распределения мандатов стал депутатом Государственной Думы VII созыва.

## Законотворческая деятельность
С 2003 по 2019 год, будучи депутатом Государственной Думы IV, V, VI и VII созывов, выступил соавтором 110 законодательных инициатив и поправок к проектам федеральных законов.

## Международные санкции
25 февраля 2022 года, на фоне вторжения России на Украину, включён в санкционный список стран Евросоюза в ответ на решение России признать территории Донецкой и Луганской областей Украины и на решение об отправке туда российских войск.
11 марта 2022 года внесён в санкционный список Великобритании «за признание независимости двух сепаратистских регионов в Украине».
30 сентября 2022 года был внесён в санкционный список США в ответ на «фиктивные референдумы» и «аннексию территорий Украины российскими оккупационными силами». Государственный департамент отмечает что депутаты единогласно приняли закон о фейках, а некоторые депутаты сыграли ключевую роль в распространении российской дезинформации о войне.
23 февраля 2023 года включён в санкционный список Канады «соратников режима», так как он «голосовал за законодательство связанное с вторжением и попыткой аннексии четырех регионов Украины».
По аналогичным основаниям с 4 мая 2022 года находится под санкциями Австралии. С 4 марта 2022 года находится под санкциями Швейцарии. С 12 апреля 2022 года находится под санкциями Японии. Указом президента Украины Владимира Зеленского от 7 сентября 2022 находится под санкциями Украины. С 12 октября 2022 года находится под санкциями Новой Зеландии.

## Награды
- Орден Республики Крым «За верность долгу» (13 марта 2015 года) — за мужество, патриотизм, активную общественно-политическую деятельность, личный вклад в укрепление единства, развитие и процветание Республики Крым и в связи с Днём воссоединения Крыма с Россией[22]
- Орден Дружбы (3 декабря 2011) - за заслуги в законотворческой деятельности и многолетнюю добросовестную работу[23]
- Благодарность Президента Российской Федерации
- Почётная грамота Президента Российской Федерации
- Почётная грамота Правительства Российской Федерации

## Сведения о доходах и собственности
Согласно поданной декларации, Хор получил в 2011 году доход в размере 7,68 млн рублей. Хор вместе с супругой владеет тремя земельными участками общей площадью 12,8 тыс. квадратных метров, четырьмя квартирами, дачей и тремя легковыми автомобилями марок Lexus и Nissan.